# Lista volumelor publicate în Colecțiile Cotidianul. Enciclopedica

Cărți din Découvertes Univers: Colecțiile Cotidianul. Enciclopedica.

Découvertes Univers: Colecțiile Cotidianul. Enciclopedica, numită și Enciclopediile Découvertes de la Editura Univers a publicat 34 de volume începând cu anul 2007. Découvertes Univers este o selecție din colecția Découvertes Gallimard care a fost creată în 1986 de Éditions Gallimard.

## Lista volumelor
| Nº                     | Titlu românesc                                      | Titlul francez                                        | Autor                                                          | Traducător             |
| ---------------------- | --------------------------------------------------- | ----------------------------------------------------- | -------------------------------------------------------------- | ---------------------- |
| Volumul Ⅰ              | Da Vinci: Arta și știința universului               | Léonard de Vinci : Art et science de l'univers        | Alessandro Vezzosi⁠(en)[traduceți]                              | Diana Crupenschi       |
| Volumul Ⅱ              | Egiptul: Tărâmul uitat⁠(fr)[traduceți]               | À la recherche de l'Égypte oubliée                    | Jean Vercoutter⁠(en)[traduceți]                                 | Vasile Savin           |
| Volumul Ⅲ              | Dali: Marele paranoic                               | Dalí : Le Grand Paranoïaque                           | Jean-Louis Gaillemin                                           | Ioana Cristina Pop     |
| Volumul Ⅳ              | Nostradamus: Eterna întoarcere                      | Nostradamus : L'éternel retour                        | Hervé Drévillon⁠(fr)[traduceți], Pierre Lagrange⁠(fr)[traduceți] | Emilia Munteanu        |
| Volumul Ⅴ              | Biblia: Cartea, cărțile                             | La Bible : Le Livre, les livres                       | Pierre Gibert⁠(fr)[traduceți]                                   | Gabriel Fornica-Livada |
| Volumul Ⅵ              | Dinozaurii: O lume pierdută                         | Le monde perdu des dinosaures                         | Jean-Guy Michard                                               | Vasile Savin           |
| Volumul Ⅶ              | Einstein: Bucuria gândirii                          | Einstein : La joie de la pensée                       | Françoise Balibar⁠(en)[traduceți]                               | Manuela Petricău       |
| SERIA a Ⅱ-a, volumul Ⅰ | Brâncuși: Inventatorul sculpturii moderne           | Brancusi : L'inventeur de la sculpture moderne        | Marielle Tabart                                                | Emilia Munteanu        |
| SERIA a Ⅱ-a, volumul Ⅱ | Japonia: Eterna fascinație                          | Le Japon éternel                                      | Nelly Delay                                                    | Ioana Cristina Pop     |
| SERIA a Ⅱ-a, volumul Ⅲ | Gaudí: Vizionarul                                   | Gaudí : Bâtisseur visionnaire                         | Philippe Thiébaut                                              | Irinel Antoniu         |
| SERIA a Ⅱ-a, volumul Ⅳ | Francmasoneria: Secretele frăției                   | La Franc-Maçonnerie : Une fraternité révélée          | Luc Nefontaine⁠(fr)[traduceți]                                  | Gabriel Fornica-Livada |
| SERIA a Ⅱ-a, volumul Ⅴ | Moise: Omul care l-a întâlnit pe Dumnezeu           | Moïse, « lui que Yahvé a connu face à face »          | Thomas Römer⁠(fr)[traduceți]                                    | Vasile Savin           |
| SERIA a Ⅱ-a, volumul Ⅵ | Frumusețea: O istorie a eternului feminin           | Miroir, mon beau miroir : Une Histoire de la beauté   | Dominique Paquet⁠(fr)[traduceți]                                | Livia Iacob            |
| SERIA a Ⅱ-a, volumul Ⅶ | Freud: De la tragedie la psihanaliză                | Sigmund Freud : « Un tragique à l'âge de la science » | Pierre Babin                                                   | Irinel Antoniu         |
| SERIA a Ⅲ-a, volumul Ⅰ | Rembrandt: Între clar și obscur                     | Rembrandt : Le clair, l'obscur                        | Pascal Bonafoux⁠(en)[traduceți]                                 | Irinel Antoniu         |
| SERIA a Ⅲ-a, volumul Ⅱ | Tibetul: O civilizație rănită                       | Le Tibet : Une civilisation blessée                   | Françoise Pommaret⁠(en)[traduceți]                              | Irinel Antoniu         |
| SERIA a Ⅲ-a, volumul Ⅲ | Dada: Revolta artei                                 | Dada : La révolte de l'art                            | Marc Dachy⁠(fr)[traduceți]                                      | Irinel Antoniu         |
| SERIA a Ⅲ-a, volumul Ⅳ | Știința arabă: O epopee a cunoașterii               | L'épopée de la science arabe                          | Danielle Jacquart⁠(fr)[traduceți]                               | Vasile Savin           |
| SERIA a Ⅲ-a, volumul Ⅴ | Confucius: Cuvântul în acțiune                      | Confucius : Des mots en action                        | Danielle Élisseeff⁠(fr)[traduceți]                              | Gabriel Fornica-Livada |
| SERIA a Ⅲ-a, volumul Ⅵ | Hrana: Spune-mi ce mănânci, ca să-ți spun cine ești | « Dis-moi ce que tu manges... »                       | Anne-Lucie Raoult-Wack                                         | Livia Iacob            |
| SERIA a Ⅲ-a, volumul Ⅶ | Che Guevara: El comandante                          | Che Guevara, compagnon de la révolution               | Jean Cormier⁠(fr)[traduceți]                                    | Livia Iacob            |
| SERIA a Ⅳ-a, volumul Ⅰ | Mayașii: O civilizație pierdută                     | Les cités perdues des Mayas                           | Claude-François Baudez⁠(en)[traduceți], Sydney Picasso          | Irinel Antoniu         |
| SERIA a Ⅳ-a, volumul Ⅱ | Frida Kahlo                                         | Frida Kahlo : « Je peins ma réalité »                 | Christina Burrus                                               | Livia Iacob            |
| SERIA a Ⅳ-a, volumul Ⅲ | India clasică                                       | L'âge d'or de l'Inde classique                        | Amina Okada, Thierry Zéphir                                    | Livia Iacob            |
| SERIA a Ⅳ-a, volumul Ⅳ | Aborigenii australieni                              | Les Aborigènes d'Australie                            | Stephen Muecke⁠(en)[traduceți], Adam Shoemaker⁠(en)[traduceți]   | Irinel Antoniu         |
| SERIA a Ⅳ-a, volumul Ⅴ | Nero: Fiul vitreg al istoriei                       | Néron : Le mal aimé de l'Histoire                     | Claude Aziza⁠(fr)[traduceți]                                    | Vasile Savin           |
| SERIA a Ⅳ-a, volumul Ⅵ | Don Juan: Mitul cuceritorului                       | Don Juan : Mille et trois récits d'un mythe           | Christian Biet                                                 | Livia Iacob            |
| SERIA a Ⅳ-a, volumul Ⅶ | Templierii: Cavalerii lui Christos                  | Les Templiers : Chevaliers du Christ                  | Régine Pernoud⁠(en)[traduceți]                                  | Irinel Antoniu         |
| SERIA a Ⅴ-a, volumul Ⅰ | Marile Piramide                                     | Les Grandes Pyramides : Chronique d'un mythe          | Jean-Pierre Corteggiani⁠(en)[traduceți]                         | Irinel Antoniu         |
| SERIA a Ⅴ-a, volumul Ⅱ | Marilyn Monroe: Ultima zeiță                        | Marilyn : La dernière déesse                          | Jerome Charyn⁠(en)[traduceți]                                   | Livia Iacob            |
| SERIA a Ⅴ-a, volumul Ⅲ | Primele religii⁠(en)[traduceți]                      | L'héritage des religions premières                    | Odon Vallet⁠(fr)[traduceți]                                     | Iulia Bodnari          |
| SERIA a Ⅴ-a, volumul Ⅳ | Monștrii: Atât de aproape, atât de departe de noi   | Les monstres : Si loin et si proches                  | Stéphane Audeguy                                               | Irinel Antoniu         |
| SERIA a Ⅴ-a, volumul Ⅴ | Imperiul mongol și Gingis Han                       | Gengis Khan et l'Empire mongol                        | Jean-Paul Roux⁠(en)[traduceți]                                  | Iulia Bodnari          |
| SERIA a Ⅴ-a, volumul Ⅵ | Iranul: Secolul cetății Ispahan                     | Le siècle d'Ispahan                                   | Francis Richard                                                | Irinel Antoniu         |